# Cantón de Mennetou-sur-Cher
El cantón de Mennetou-sur-Cher era una división administrativa francesa, que estaba situada en el departamento de Loir y Cher y la región de Centro-Valle de Loira.

## Composición
El cantón estaba formado por ocho comunas:
- Châtres-sur-Cher
- La Chapelle-Montmartin
- Langon
- Maray
- Mennetou-sur-Cher
- Saint-Julien-sur-Cher
- Saint-Loup
- Villefranche-sur-Cher

## Supresión del cantón de Mennetou-sur-Cher
En aplicación del Decreto nº 2014-213 de 21 de febrero de 2014, el cantón de Mennetou-sur-Cher fue suprimido el 22 de marzo de 2015 y sus 8 comunas pasaron a formar parte del nuevo cantón de Selles-sur-Cher.